# Altes Rathaus (Leipzig)

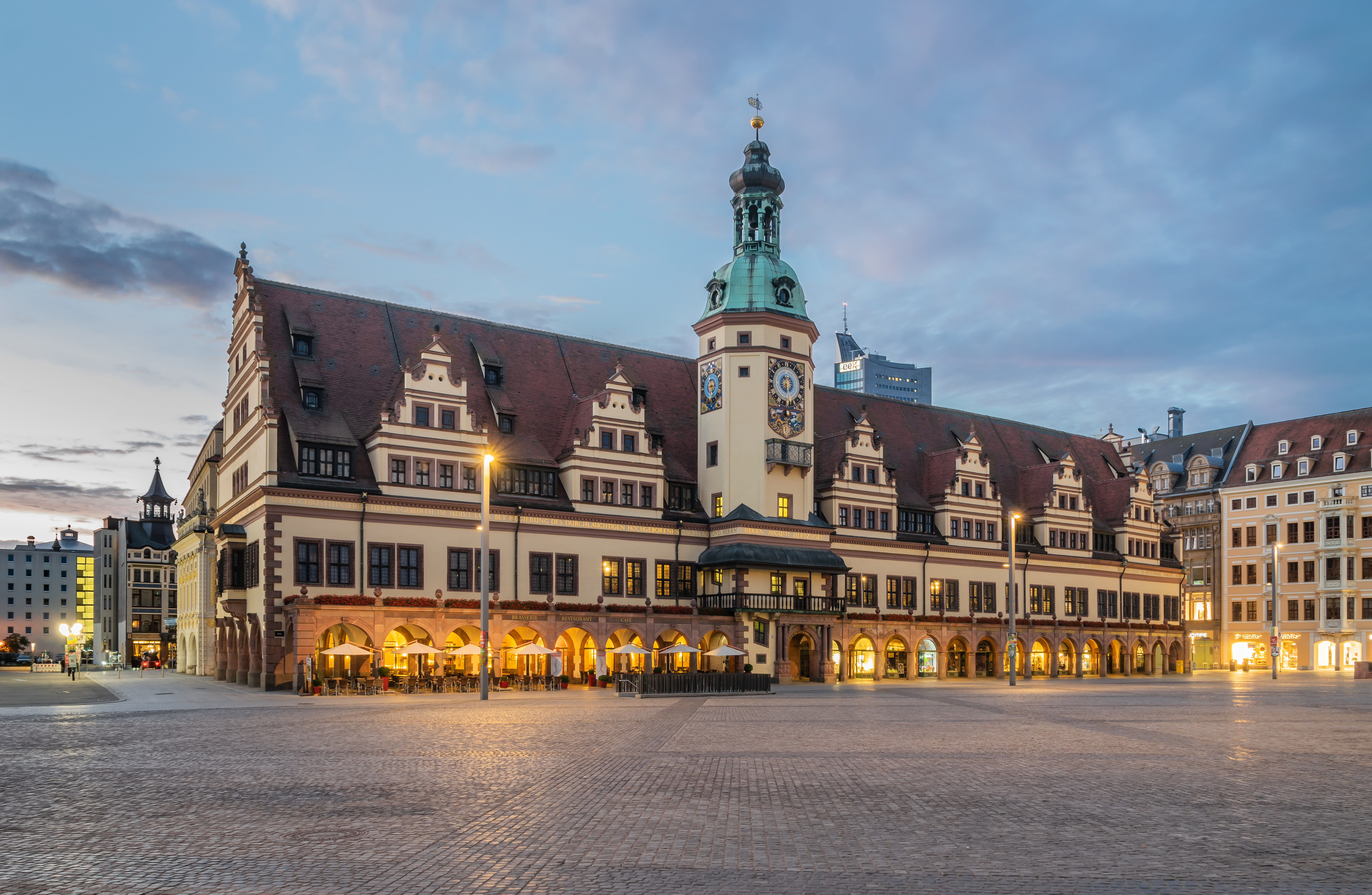
Altes Rathaus (Vorderfront, Ansicht vom Markt), 2019

Das Alte Rathaus in Leipzig – die Ostseite des Marktes der Messestadt dominierend – gilt als einer der bedeutendsten deutschen Profanbauten der Renaissance. An seiner Rückseite liegt der Naschmarkt. Bürgermeister und Stadtverwaltung sind seit 1905 im Neuen Rathaus untergebracht.

## Beschreibung
Das Alte Rathaus ist ein Wahrzeichen Leipzigs. Bei zwei Geschossen auf einer Länge von 93 Metern ist das Gebäude mehr lang als hoch. Aber da ist noch das steile Dach. Die Traufkante liegt tief, das Dach trägt wesentlich zur Höhe bei. Was seine Wirkung betrifft, tritt es durch die Reihe der Zwerchgiebel (6 auf der Seite des Marktplatzes, 7 auf der Seite des Naschmarktes) mit ihren verbindenden horizontalen Linien in den Hintergrund. Verglichen mit der Länge ist die Breite des Hauses ebenfalls relativ gering. Die in ihrer Form im damaligen Sachsen zeittypischen hohen Staffelgiebel auf den Schmalseiten werden durch kräftige Gesimse in der Horizontale betont. Der 1906 bis 1909 gebaute steinerne Arkadenlauf auf der Marktseite, der sich auf den Giebelseiten fortsetzt, stellt ein weiteres starkes horizontales Element dar. Unterbrochen wird der langgestreckte Baukörper durch den achteckigen Treppenturm, der auf der Marktseite seitlich neben dem Hauptportal steht, durch das ein Durchgang vom Markt zum Naschmarkt möglich ist. Insgesamt werden nur zwei Farben verwendet: der warme Farbton des Rochlitzer Porphyrs und dazu passend ein Beige- oder Ockerton beim Wandputz. Das Hauptportal wird von zwei ionischen Säulen mit sogenannten Gaffköpfen flankiert, die die Baumeister darstellen sollen. Auf den zweiten Blick entdeckt man zahlreiche weitere Details wie die steinernen Kastenerker auf den beiden Giebelseiten, gestaltete Schlusssteine, Zierbrunnen, allerlei Gedenktafeln und schließlich noch ein Biforienfenster auf der Südseite. Dieses wird auf 1230 datiert und stammt aus einem Vorgängergebäude, vermutlich einem Wohnturm.

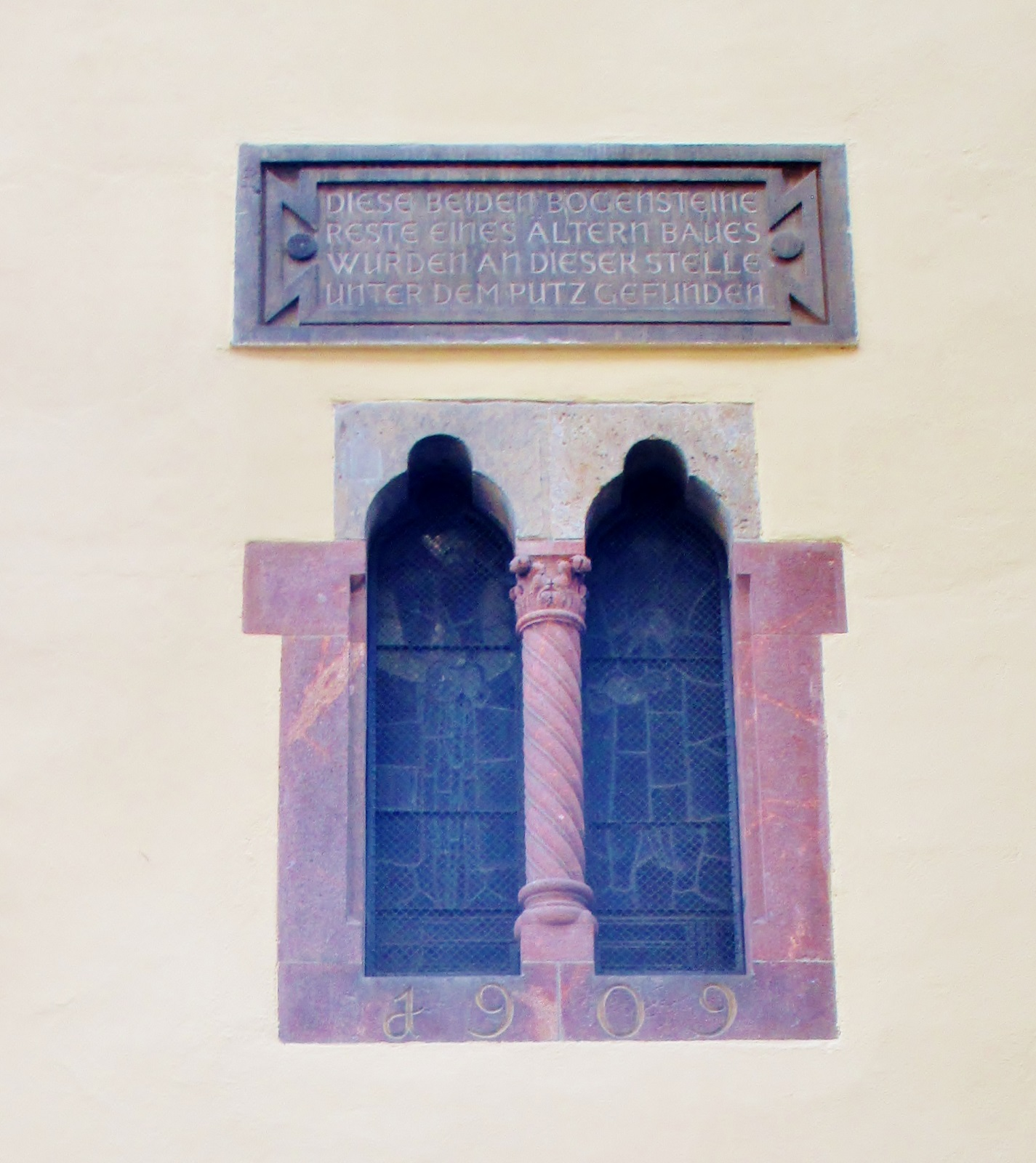
Bauteil aus dem Jahre 1230
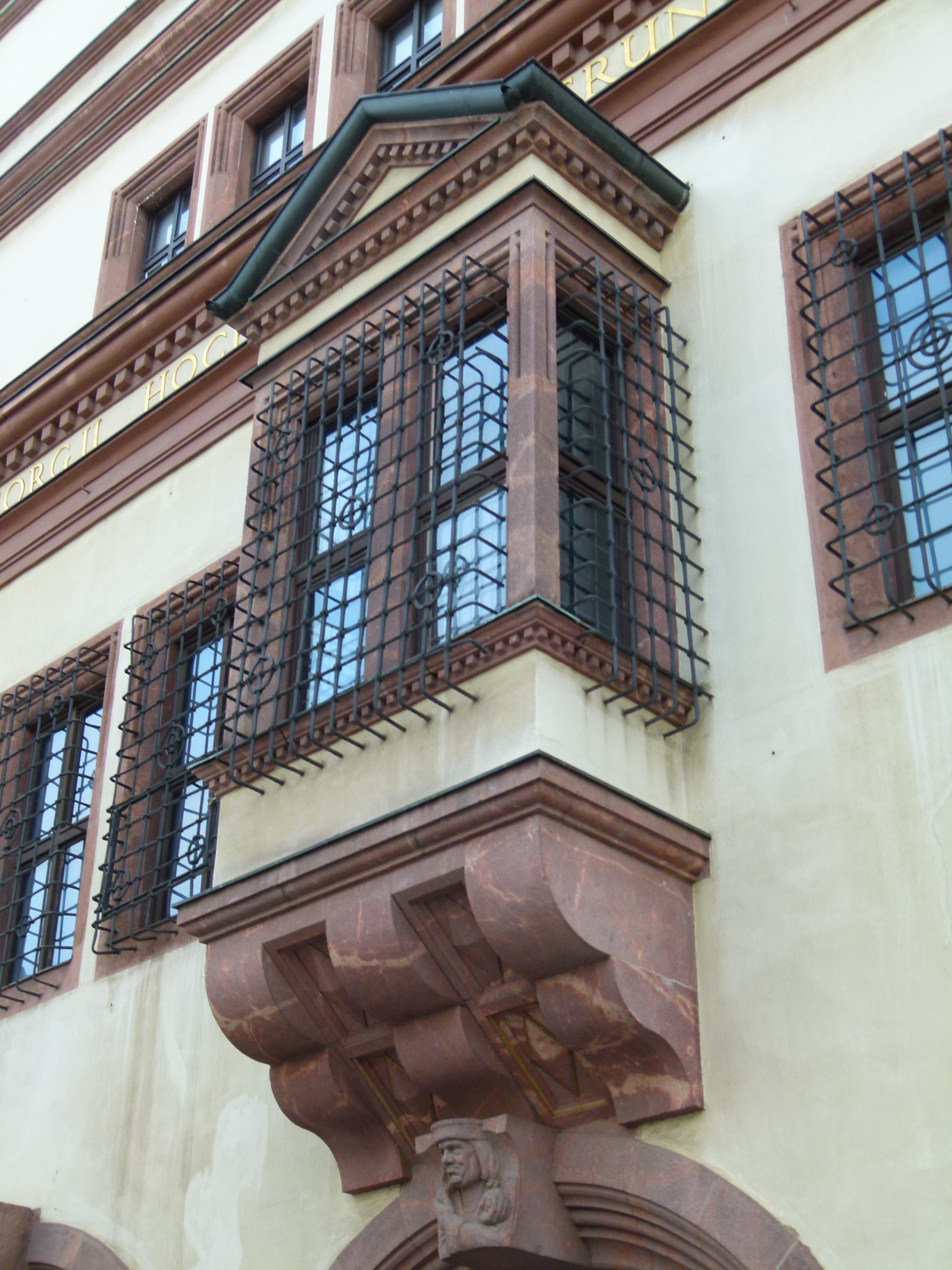
Kastenerker
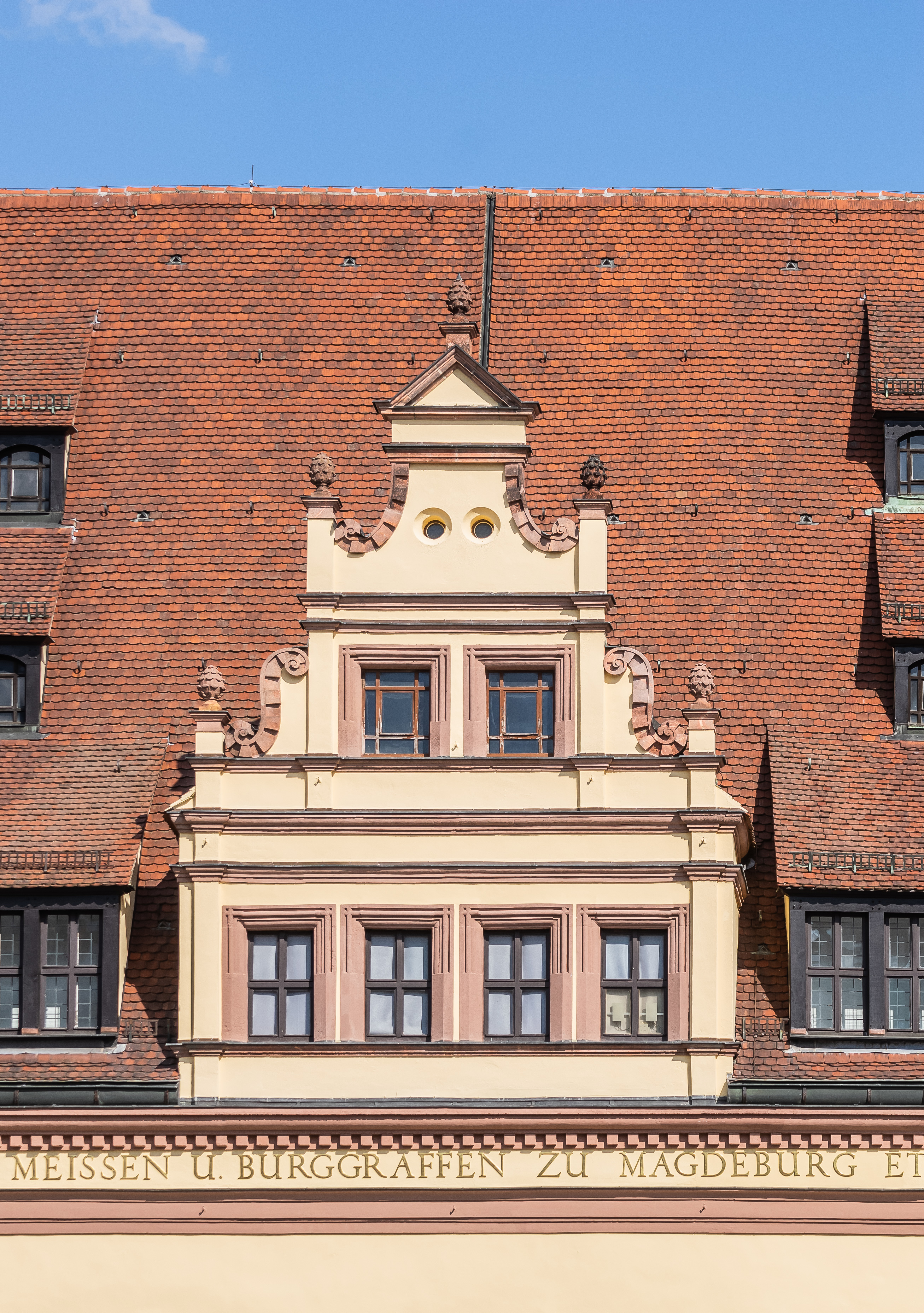
Zwerchgiebel
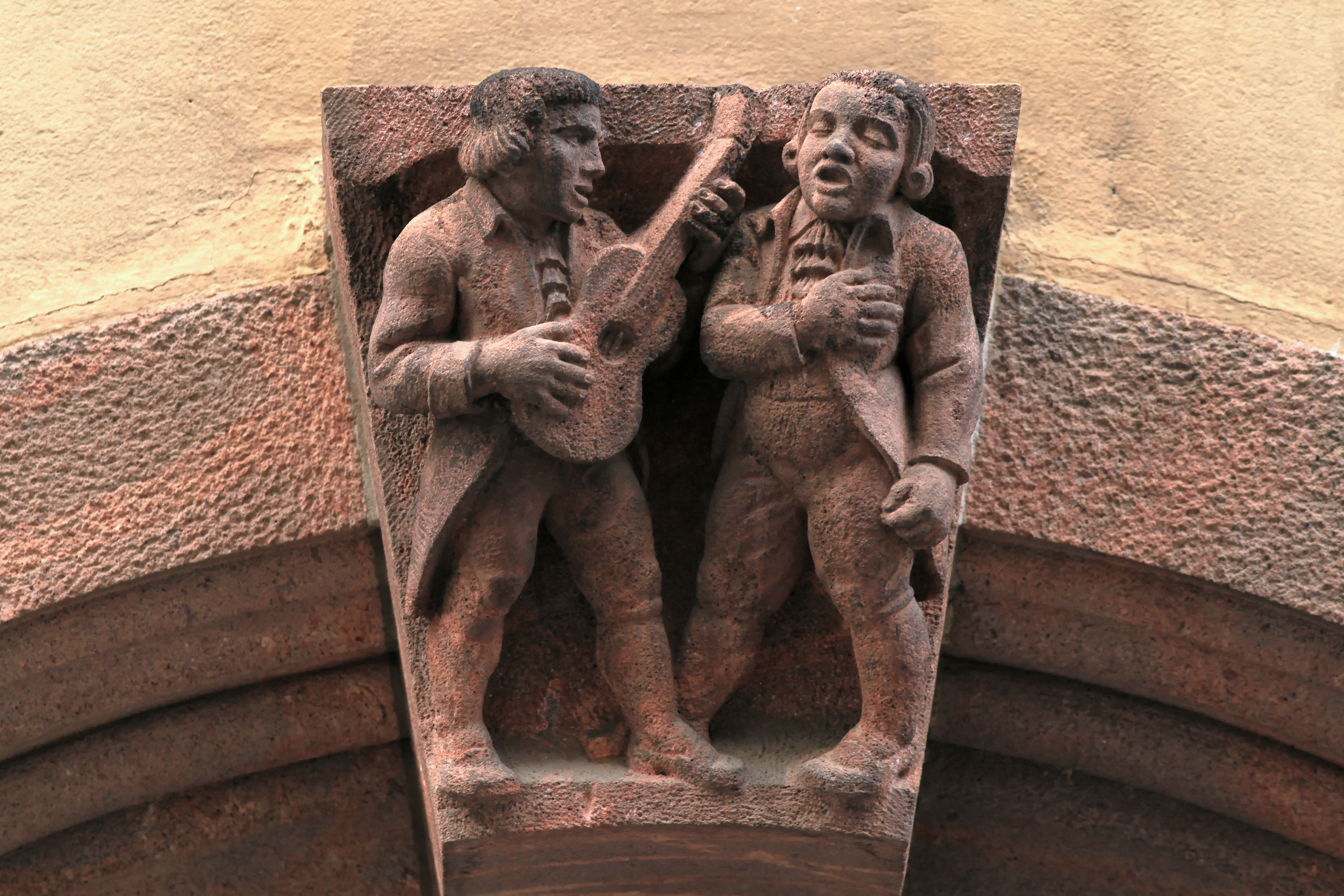
Schlussstein in einem Bogen
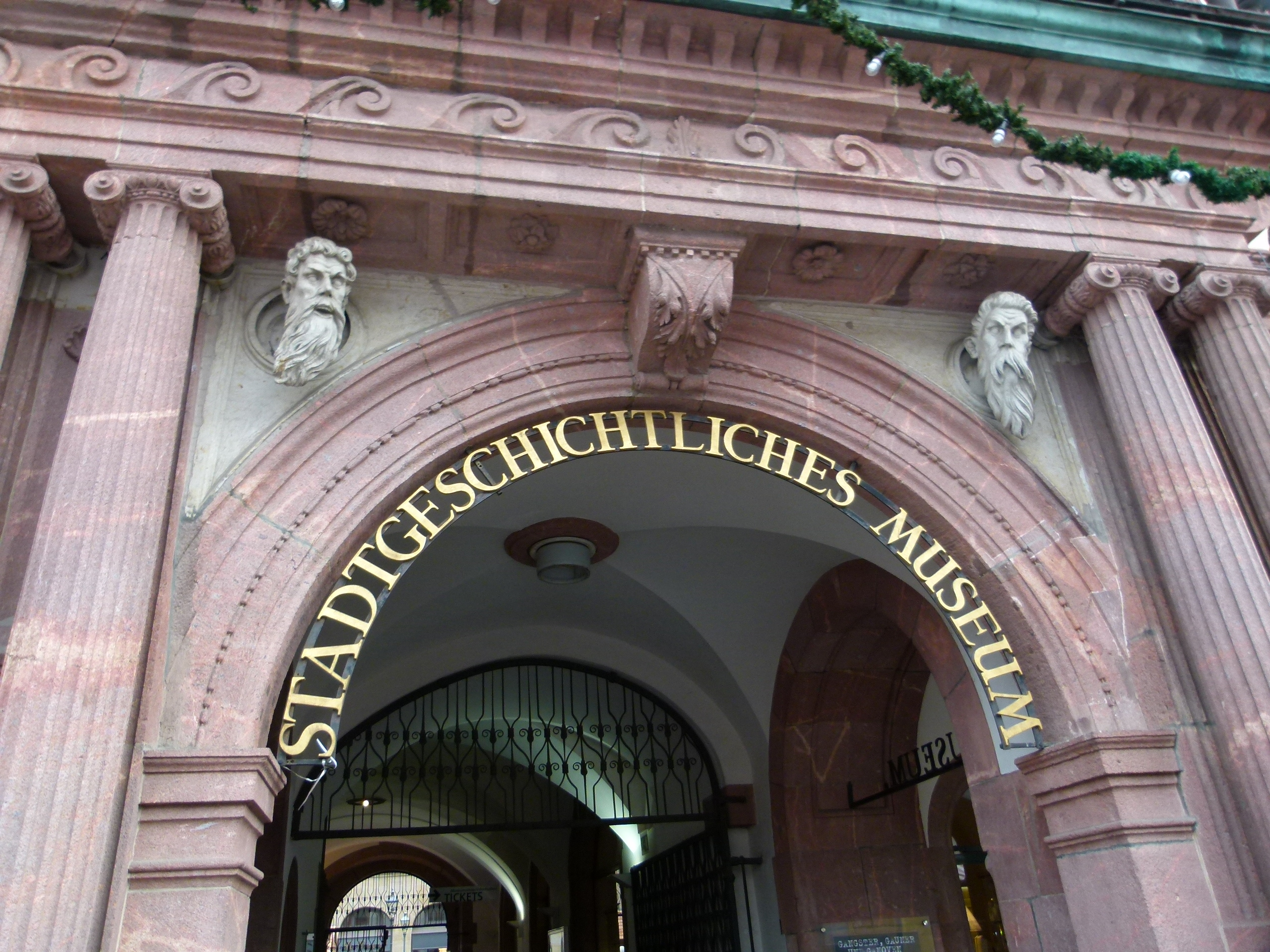
Hauptportal – Köpfe von Lotter und Widemann?
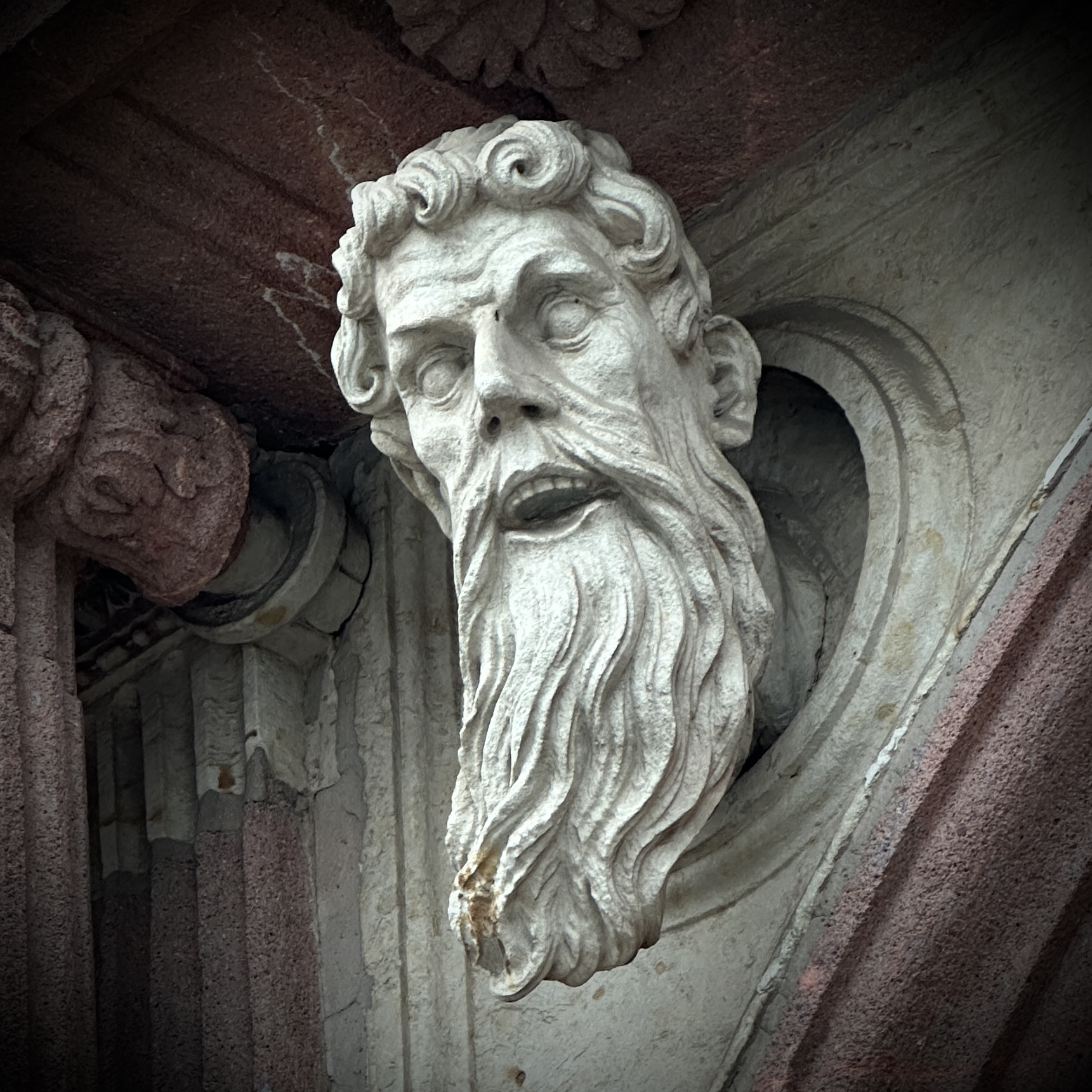
„Gaffkopf“ am Eingangsportal Altes Rathaus Leipzig (links)
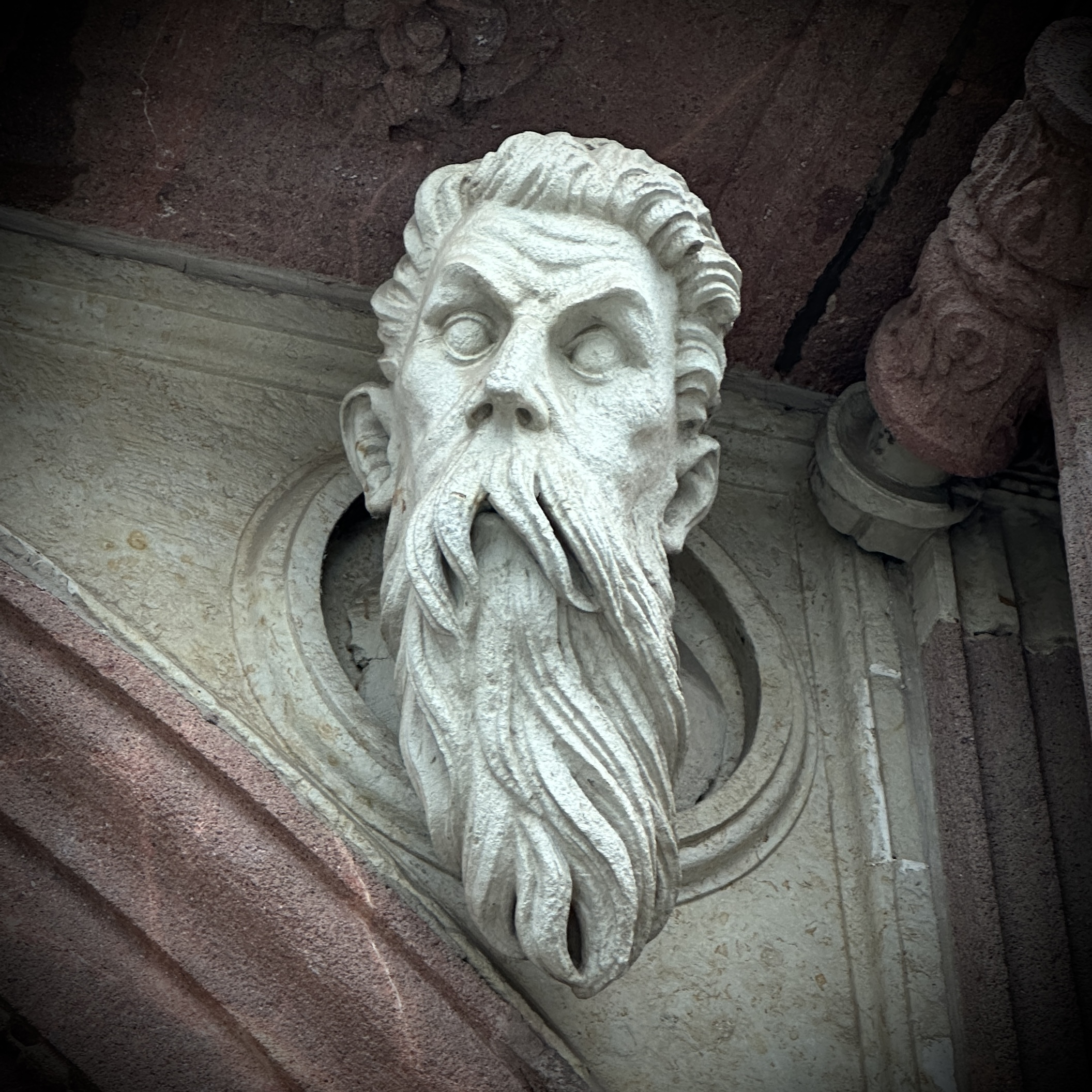
„Gaffkopf“ am Eingangsportal Altes Rathaus Leipzig (rechts)
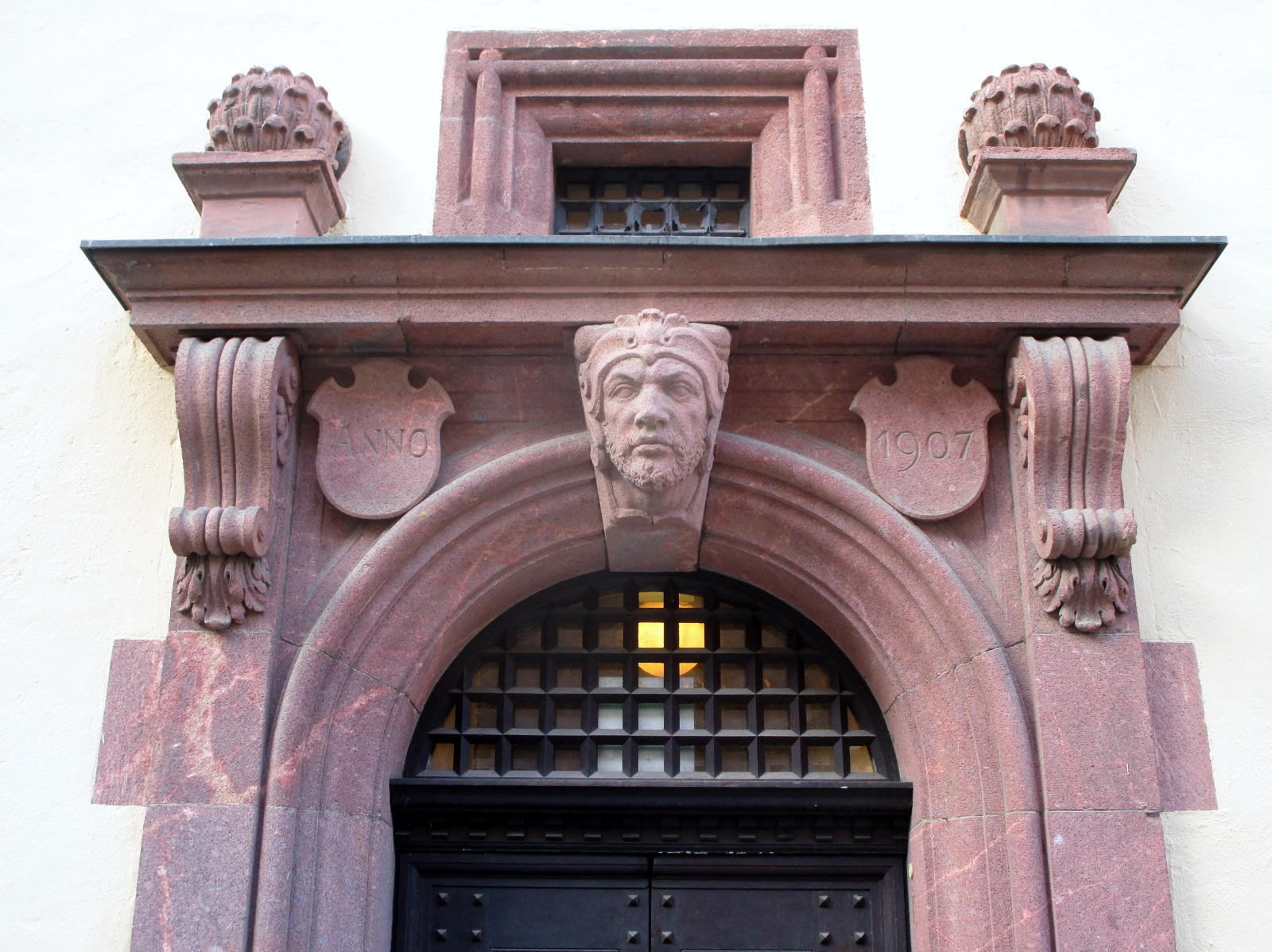
Kopf von Scharenberg?

Bei aller Symmetrie ist bemerkenswert, dass das Gebäude überraschende asymmetrische Elemente aufweist, dazu weiter unten. Laut Wolfgang Hocquél sind derartige Asymmetrien ein Kennzeichen der deutschen Renaissance. Im Wesentlichen ist das Alte Rathaus ein Renaissancegebäude, das auf 1556 zu datieren ist. Mit weiteren Zutaten wurde es in der Barockzeit versehen und dann noch einmal von 1906 bis 1909. Darüber hinaus wurden Teile von Vorgängergebäuden wiederverwertet.

## Geschichte
Im Jahr 1341 übereignete Markgraf Friedrich II. von Meißen den Leipziger Tuchmachern ein vermutlich Ende des 13. Jahrhunderts im romanischen Stil massiv errichtetes repräsentatives Gebäude südlich des Marktes. Dieser Bau entspricht in Lage und Grundfläche etwa der heutigen Ratsstube des Alten Rathauses. Anzunehmen ist, dass bereits hier der Stadtrat seine Aufgaben wahrnahm. Urkundlich erwähnt wurde ein Leipziger Rathaus erstmals 1360. An der Nordseite des Tuchhauses kam es, aufgrund des Wachstums Leipzigs und der daraus resultierenden Mehraufgaben des Stadtrates, zu Erweiterungen. Die zunächst zwei bis zum heutigen Durchgang reichenden Neubauten wurden auf Fundamenten vorheriger Gebäude errichtet, so lässt sich auch der „Knick“ in der Längsfassade des Rathauses von etwa drei Grad zwischen dem ersten und dem zweiten Zwerchgiebel von rechts erklären.
Mitte des 15. Jahrhunderts kam es zum Zusammenschluss mit zwei weiteren Bauten nördlich des heutigen Durchgangs. Im Dezember 1467 wurde eine neue Ratsstube fertiggestellt. Die Überbauung des Durchgangs durch einen Treppenturm und somit die endgültige Zusammenführung der Einzelgebäude ist nicht genau nachweisbar. Erstmals wurde 1476 ein Treppenturm erwähnt. Die Tuchmacher bezogen 1482 ein eigenes Gebäude. Ein Jahr später wurde eine Geheimkammer angelegt, die eine Art Zwischengeschoss darstellt und heute als Aerar (Schatzkammer) zu besichtigen ist. Im Jahre 1498 wurde, da der Handel zu dieser Zeit florierte, ein Umbau des Rathauses beschlossen, der finanziell dann jedoch unmöglich wurde.

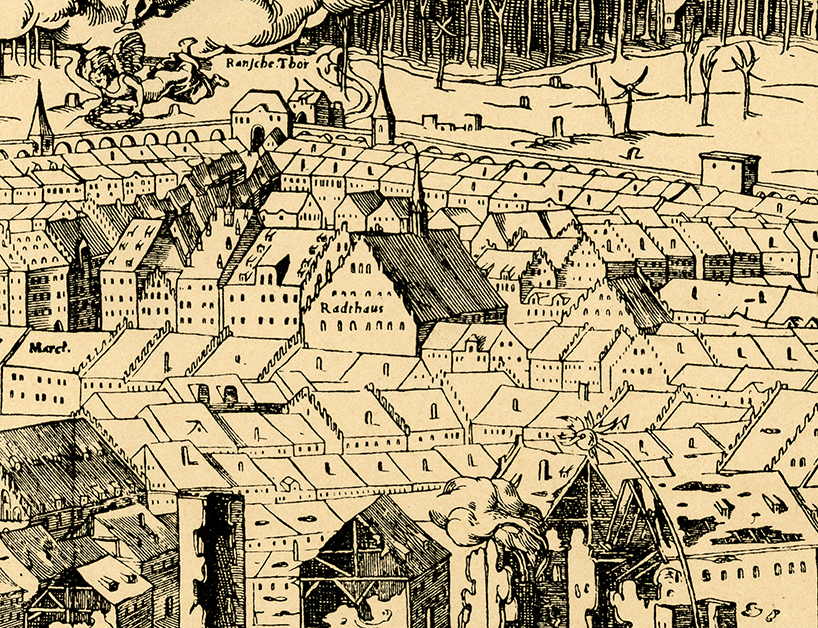
Älteste Ansicht des Alten Rathauses von 1547
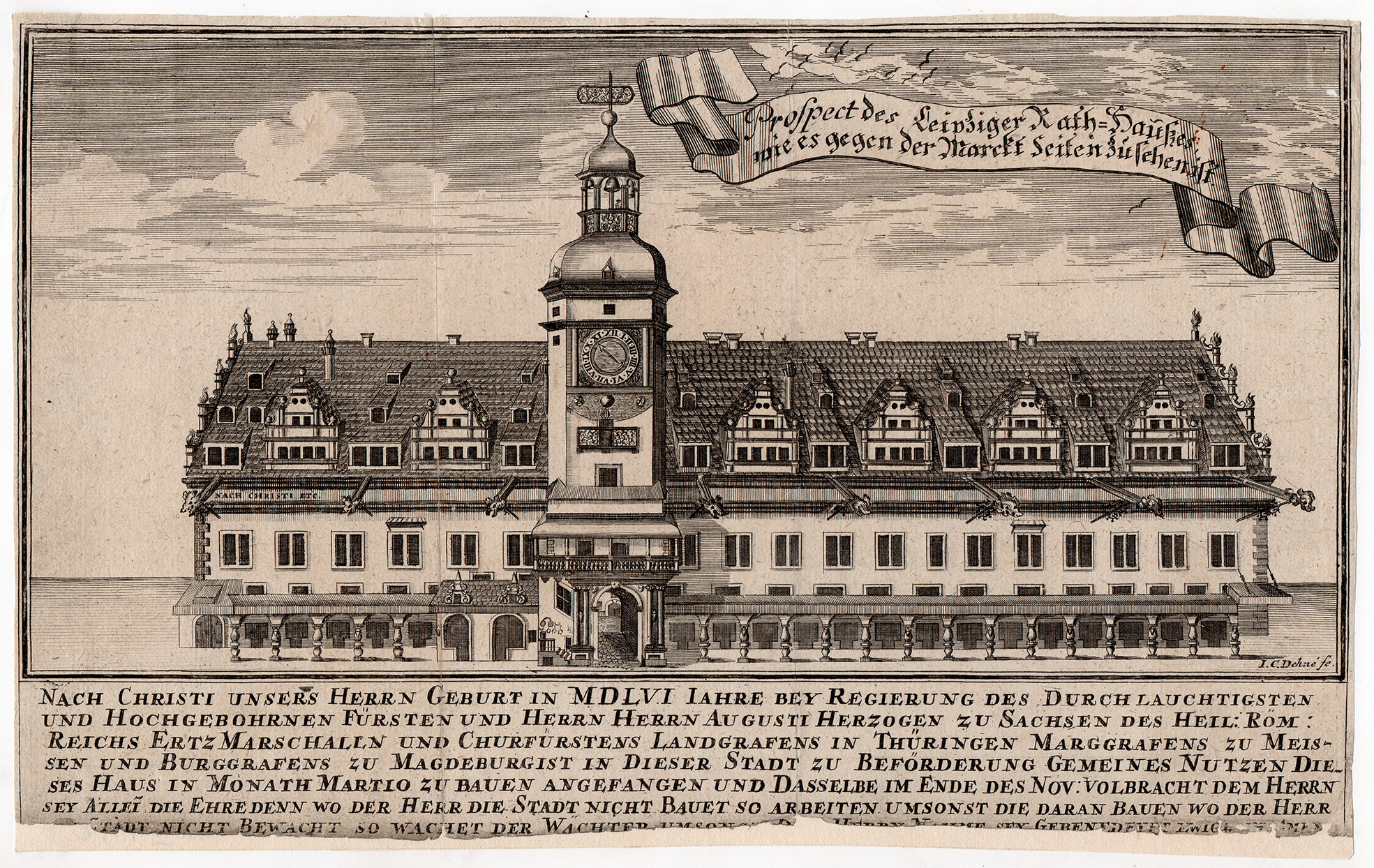
Altes Rathaus, 1672
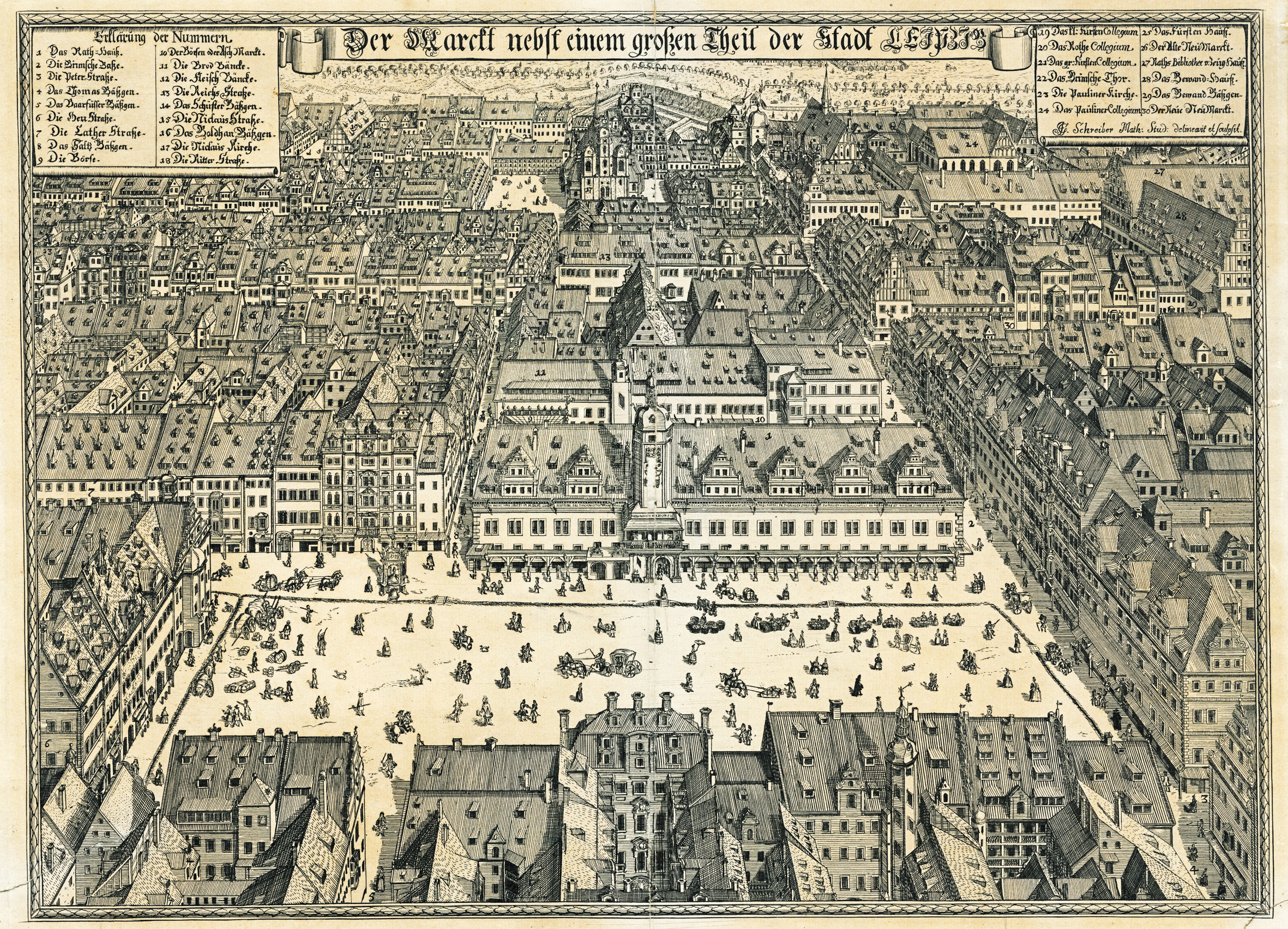
Der Leipziger Marktplatz mit dem Alten Rathaus, 1712

Bis Mitte des 16. Jahrhunderts gab es grundlegende bauliche Änderungen, so wurde das Rathaus um etwa vier Meter in Richtung Naschmarkt verbreitert, einhergehend mit einer Vergrößerung und Erhöhung des Daches. Das Rathaus wurde 1556/57 vom regierenden Bürgermeister und Großkaufmann Hieronymus Lotter umgebaut und erhielt damit weitestgehend seine heutige äußere Gestalt im Stil der Sächsischen Renaissance. Erster Obermeister war Paul Speck, dem wohl auch der Entwurf zuzuschreiben ist. Ihm folgte nach seinem Tod Anfang 1557 Meister Paul Widemann. Weiter beteiligt war auch der Ratsmaurermeister der Stadt, Sittich Pfretzschner.
Neben dem Sitz der Ratsherren beherbergte das Alte Rathaus auch bereits seit dem späten 16. Jahrhundert zeitweilig das Oberhof- und Schöffengericht, den Stadtrichter, das Ratsarchiv sowie im Keller untergebrachte Gefängniszellen. Der Festsaal mit einer Länge von etwa 40 Metern war lange Zeit die größte Veranstaltungsstätte der Stadt und wurde dementsprechend auch für öffentliche Empfänge und Festlichkeiten genutzt.
Gemälde Hans Krells mit Abbildungen sächsischer Fürsten, die seit 1553 in Festsaal und Ratsstube anzufinden sind, wurden kontinuierlich ergänzt.

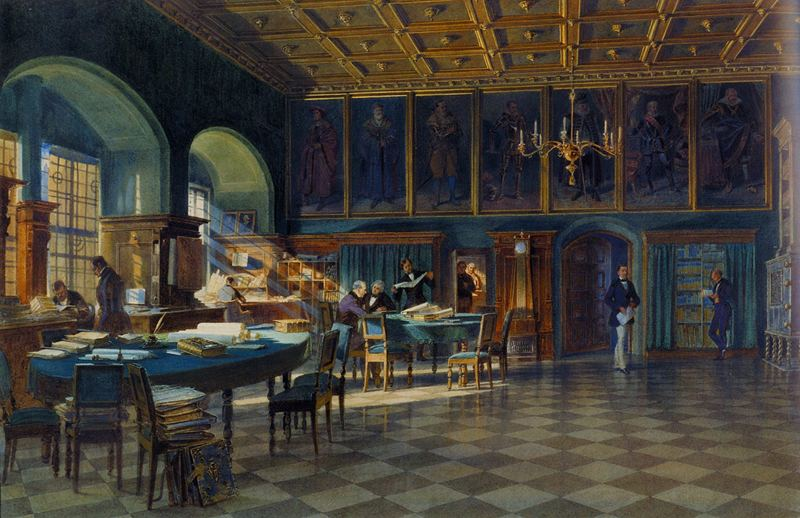
Gemälde der Ratsstube von 1858

Bereits im 18. Jahrhundert wurde eine Aufstockung des Gebäudes diskutiert. Zur Ausführung gelangte schließlich nur die Erhöhung des Turmes um 2,80 Meter durch den Baumeister Christian Döring. Ende des 19. Jahrhunderts erwies sich das Rathaus für die schnell wachsende Stadt als endgültig zu klein. Es folgten jahrzehntelange Diskussionen über einen Abriss und Neubau an derselben Stelle oder gar einen Verkauf des Grundstücks zwecks Errichtung von Geschäftshäusern. Das Neue Rathaus entstand schließlich ab 1899 anstelle der Pleißenburg. Der Erhalt des Alten Rathauses wurde 1905 bei Stimmengleichheit durch das Votum des Vorsitzenden des Stadtverordnetenkollegiums, Johannes Junck, entschieden. Es sollte nach umfangreicher Sanierung als Stadtgeschichtliches Museum dienen.

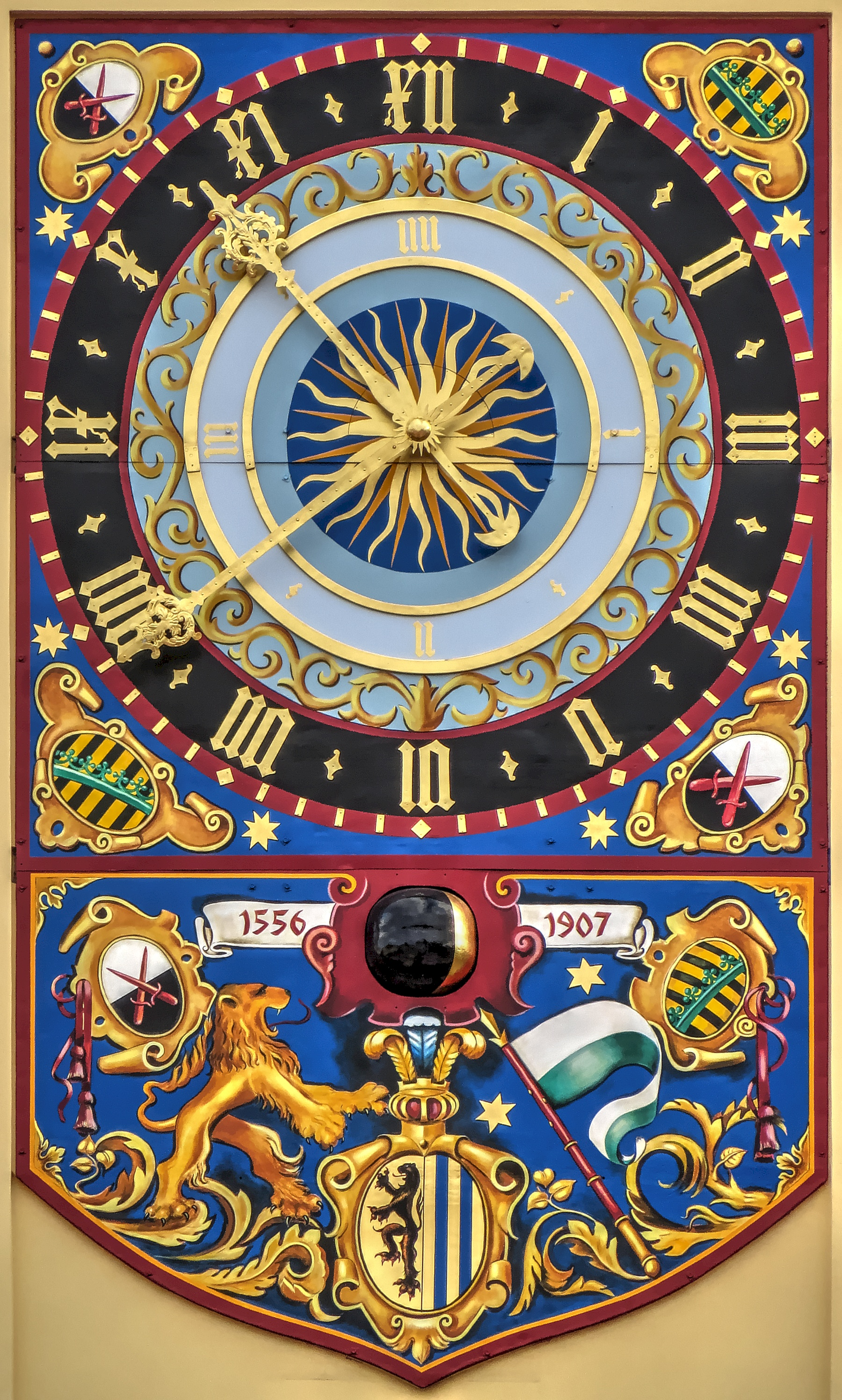
Astronomische Uhr an der Westseite des Turmes nach der Restaurierung 2018

Die Instandsetzung und Umbauarbeiten zur neuen Nutzung als Museum erfolgten von 1906 bis 1909 unter der Leitung des Stadtbaurats Otto Wilhelm Scharenberg, das heutige Äußere ist heute zu überwiegenden Teilen eine Nachformung dieser Umbauten. Dabei entstand am marktseitigen Erdgeschoss u. a. anstelle der hölzernen Verkaufslauben ein Arkadengang aus Rochlitzer Porphyr. Im Durchgang stehen seitdem in einer Nische innen und vor dem Durchgang zur Naschmarktseite zwei Brunnen „Badender Knabe“ und „Badendes Mädchen“.
Während des Zweiten Weltkriegs wurde das Gebäude am 4. Dezember 1943 bei dem schweren Luftangriff auf Leipzig erheblich beschädigt, der Dachstuhl brannte komplett aus. Die während der Sanierungsarbeiten Anfang des 20. Jahrhunderts eingezogene eisengestützte Betondecke verhinderte ein Übergreifen der Flammen vom Dachstuhl auf die historischen Räume im ersten Obergeschoss. Das Museumsgut wurde vorher schon weitestgehend ausgelagert und blieb erhalten. Die Wiederherstellung als eines der ersten öffentlichen Gebäude Leipzigs erfolgte von 1946 bis 1950. Nach kleineren Ausstellungen ab 1945 eröffnete das Stadtgeschichtliche Museum und somit das Alte Rathaus wieder im Jahr 1952.
1988 bis 1990 war das Gebäude aufgrund umfassender Sanierungsarbeiten und Umbauten letztmals längere Zeit geschlossen. Von Anfang 2017 bis 2018 wurde die Fassade, inklusive der Zifferblätter der zwei Uhren, umfangreich saniert.
Sehenswert im Inneren des Gebäudes sind vor allem der große Festsaal, die Ratsstube, das Landschaftszimmer des Spätbarock, die Schatzkammer und das einzige authentische Porträt Johann Sebastian Bachs (von Elias Gottlob Haussmann), der 1723 in der Ratsstube seine Anstellungsurkunde als Thomaskantor unterzeichnete. Hervorzuheben ist außerdem das Stadtmodell von 1823, das Johann Christoph Merzdorf anfertigte.

## Umlaufende Inschrift
Rings um das Rathaus ist unterhalb des Dachgeschosses dieser Text zu lesen:

„NACH CHRISTI UNSERES HERRN GEBURTH IM MDLVI IAHR BEY REGIERUNG DES DURCHLAUCHTIGSTEN UND HOCHGEBORENEN FURSTEN UND HERRN AUGUSTI HERTZOGEN ZU SACHSEN DES H. ROM REICHS ERTZMARSCHALL UND CHURFÜRSTEN LANDGRAFF IN THÜRINGEN MARGGRAFFEN ZU MEISSEN U. BURGGRAFFEN ZU MAGDEBURG ETC. IST INDISER STADT ZU BEFÖRDERUNG GEMEINES NUTZENS DIESES HAUS IM MONATH MARTIO ZU BAUEN ANGEFANGEN UND DASSELBE DES ENDE IM NOVEMBRIS VOLLBRACHT. DEM HERRN SEY ALLEIN DIE EHRE, DENN WO DER HERR DIE STADT NICHT BAUET SO ARBEITEN UMSONST DIE DARAN BAUEN WO DER HERR DIE STADT NICHT BEWACHET SO WACHET DER WÄCHTER UMSONST DES HERRN NAHME SEY GEBENEDEYET EWIGLICH AMEN BEY CHURF. IOH. GEORG II. HOCHLÖBL. REGIERUNG RENOV. MDCLXXII.“

Aufgemalt wurde diese Inschrift 1672 und später, bei der Renovierung Anfang des 20. Jahrhunderts, durch die Verwendung von Messingbuchstaben veredelt.
In der Inschrift wird die ausgesprochen kurze Bauzeit von März bis November 1556 hervorgehoben und Gott gepriesen. Wie Rudolf Skoda schreibt, musste das Haus in der kurzen Zeit zwischen zwei Messen gebaut werden. Der Innenausbau erfolgte danach und erforderte wesentlich mehr Zeit.

## Das Alte Rathaus und der Goldene Schnitt

Altes Rathaus (nach dem Umbau 1906–1909), 1909

Bemerkenswert ist der asymmetrische Aufbau des Gebäudes von der Front- und Rückseite aus, die dieses annähernd im Goldenen Schnitt teilt (Abweichung ca. 1 %). Bei den Umbauten unter Hieronymus Lotter 1556/57 erhielt die Fassade durch schon vorhandene Gebäude und deren Fundamenten weitestgehend die heutigen Abmessungen. Vielfach wird angenommen, dass der seitlich nach links versetzte Turm des Alten Rathauses die Proportionen des Goldenen Schnittes am Gebäude kennzeichnet. Die eigentliche Einteilung der Gehäusefront zum Markt hin in Sachen Goldener Schnitt nimmt allerdings die Mitte des Hauptportals und Durchgangs – asymmetrisch zum Turm liegend – vor. Der ästhetische Gesamteindruck des Gebäudes wird durch diese Tatsache in Verbindung mit der Höhe des Turmes nicht beeinflusst.

## Abmessungen (seit 1909)
- Gesamtlänge (Marktseite): ca. 93,2 Meter
- Längen der Gebäudeteile links und rechts vom Durchgang (mittig vom Durchgang ausgehend, Marktseite): ca. 35,8 Meter links, ca. 57,4 Meter rechts
- Breite: ca. 20,6 Meter
- Höhe Rathausturm: ca. 41 Meter
- Länge Umschrift: ca. 220 Meter

## Sonstiges

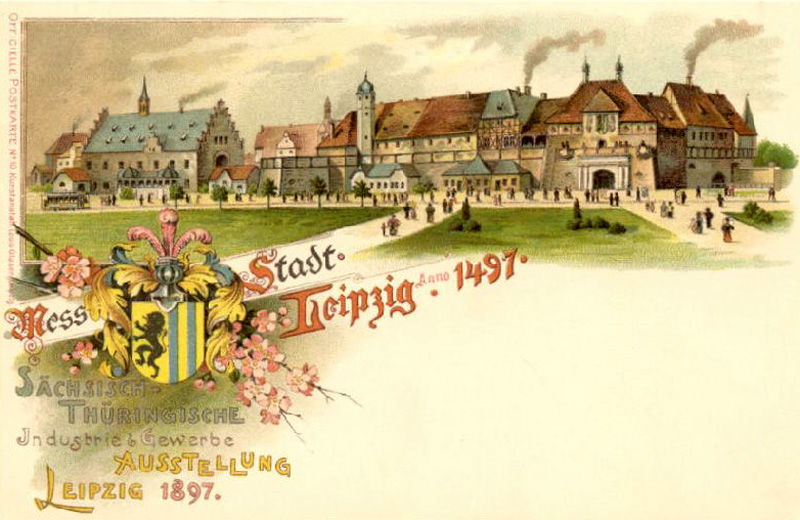
Links: Nachbau des Alten Rathauses in der Version von 1497

Auf der Sächsisch-Thüringischen Industrie- und Gewerbeausstellung in Leipzig im Jahre 1897 wurde das Alte Rathaus in Originalgröße nachgebaut, aber nicht in der Version von 1556, sondern von 1497.